# Alyaksey Hawrylovich
Alyaksey Viktaravitch Hawrylovich (en biélorusse : Аляксей Віктаравіч Гаўрыловіч) ou Alekseï Viktorovitch Gavrilovitch (en russe : Алексей Викторович Гаврилович), né le 5 janvier 1990 à Pinsk à l'époque en RSS biélorusse et aujourd'hui en Biélorussie, est un joueur de football international biélorusse, qui évolue au poste de défenseur.

## Biographie

### Carrière en sélection
Il participe avec la sélection biélorusse aux Jeux olympiques d'été de 2012. Lors du tournoi olympique, il joue un match contre le Brésil.

## Palmarès
| Dinamo Minsk - Championnat de Biélorussie : - Vice-champion : 2009. |  | Naftan Novopolotsk - Coupe de Biélorussie (1) : - Vainqueur : 2012. |